# Charles Cannon
Pour les articles homonymes, voir Cannon.
Charles-Arthur Dumoulin Cannon (né le 11 septembre 1905 et mort le 23 novembre 1976) est un avocat et juge de la cour supérieure et homme politique fédéral du Québec.

## Biographie
Né à Québec, M. Cannon dans les Royal Rifles du Canada à titre de capitaine de 1942 à 1949. Élu député du Parti libéral du Canada dans la nouvelle circonscription fédérale des Îles-de-la-Madeleine en 1949, il fut réélu en 1953 et en 1957. Il fut défait par le progressiste-conservateur James Russell Keays en 1958.
De nombreux membres de sa famille ont servi en politique fédérale, dont son grand-père Charles Fitzpatrick qui a été juge en chef de la Cour suprême du Canada, son oncle Lucien Cannon qui fut député de Dorchester et de Portneuf et son cousin Lawrence Cannon qui sert comme ministre conservateur et député de Pontiac.